# Werftkäfer

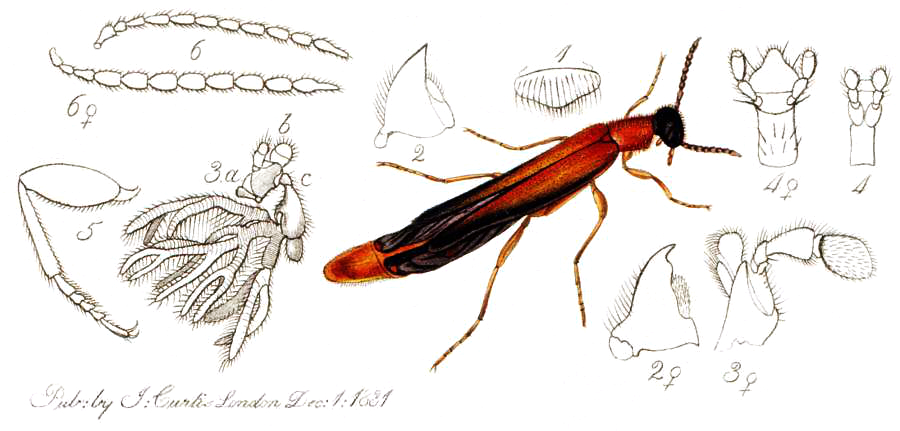
Schiffswerftkäfer (Lymexylon navale)

Die Werftkäfer (Lymexylidae) stellen eine Familie der Käfer (Coleoptera) dar.

## Merkmale
Die Käfer erreichen eine Länge von 6 bis 18 Millimetern und haben längliche, walzenförmige Körper, bei denen die Deckflügel nicht ganz schließen und so einen Teil des Hinterleibs unbedeckt lassen. Zwischen beiden Geschlechtern liegt ein Sexualdimorphismus vor. Die Männchen haben große, eigenartig buschig verästelte Maxillarpalpen (Kiefertaster), daneben haben die Weibchen eine andere Körperform, Größe und Farbe.
Die Larven leben in noch lebenden oder frisch gefällten Bäumen, wobei sie entweder das Holz selbst oder Pilze fressen, die sie in ihren Fraßgängen züchten. Sie können an Bäumen und auch an Holzbeständen, Holzhäusern und Holzschiffen große Schäden verursachen.

## Systematik
Die Käfer sind weltweit mit ca. 70 Arten verbreitet, von denen in ganz Europa nur drei Arten vorkommen.
- Sägehörniger Werftkäfer (Hylecoetus dermestoides) (Linnaeus, 1761)
- Hylecoetus flabellicornis (Schneider, 1791)
- Schiffswerftkäfer (Lymexylon navale) (Linnaeus, 1758)